# لوياثان (حوت)
اللوياثان (الاسم العلمي:†Livyatan) هو جنس منقرض من الحيتانيات يتبع أصنوفة حيتان العنبر وأشباهها.

## أنواع حوت اللوياثان
- †لوياثان ملفيل